# De Schaduwkade

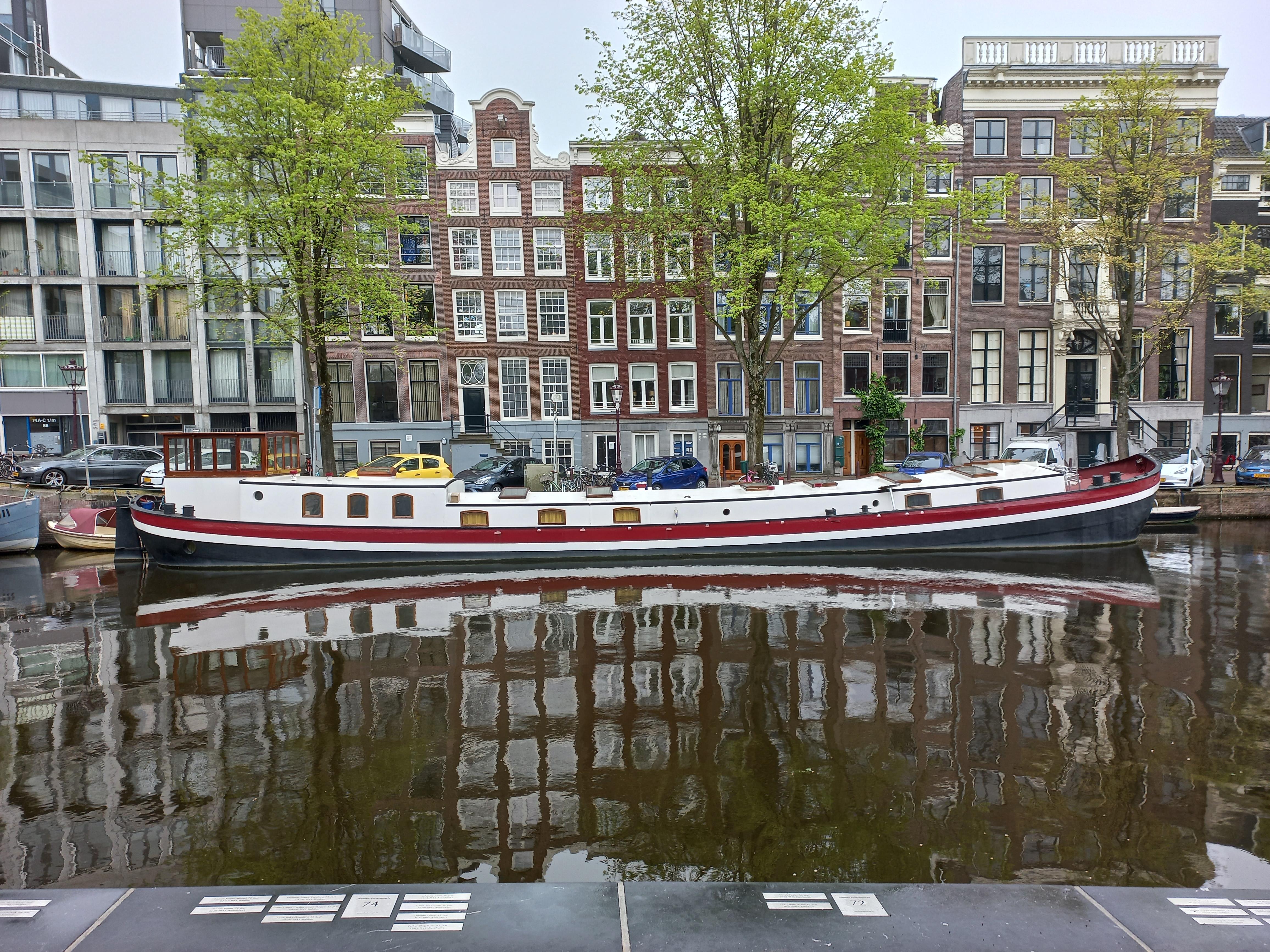
Het monument tegenover de desbetreffende huizen (2022)

De Schaduwkade is een monument voor tweehonderd Joodse bewoners van de Nieuwe Keizersgracht in Amsterdam die in de Tweede Wereldoorlog vermoord zijn. Het bestaat uit tweehonderd metalen bordjes met de namen van de bewoners, gegroepeerd rond het huisnummer van het huis waar ze woonden aan de overkant van het water.

## Geschiedenis
In de omgeving van de Nieuwe Keizersgracht woonden veel Joden, mede doordat de Duitsers die als Judenviertel hadden aangewezen. Tweehonderd bewoners van deze gracht zijn in de Tweede Wereldoorlog gedeporteerd en vermoord.
De oprichting van het monument was een initiatief van twaalf bewoners van de Nieuwe Keizersgracht. Aanleiding was de onthulling in 2009 van enkele plaquettes op nummer 24 ter herdenking van leden van de vermoorde familie Kok.
De bordjes zijn aangebracht in de hardstenen band langs het water op de kade van de oneven kant van de Nieuwe Keizergracht tussen de Amstel en de Weesperstraat. Op elk naambordje staat de naam van het herdachte slachtoffer en zijn of haar leeftijd, datum en plek van sterven. Op het bordje van huisnummer 58 staat een verwijzing naar de Joodse Raad, van waaruit de deportaties gecoördineerd werden.
Op de bruggen over de Amstel en de Weesperstraat zijn bordjes aangebracht die uitleg verschaffen bij het monument. De tekst op deze bordjes luidt:
SCHADUWKADE

De Nieuwe Keizersgracht herdacht

Rond de 200 Joodse bewoners van dit deel van de gracht zijn tijdens de Tweede Wereldoorlog, 1940-1945, naar concentratie- en vernietigingskampen gedeporteerd; slechts enkelen overleefden de verschrikkingen.

Op deze kade zijn tegenover hun huizen bordjes geplaatst met hun namen, om hen te herdenken en de massaliteit van de Jodenvervolging zichtbaar te maken.

De Schaduwkade is in 2013 tot stand gekomen op initiatief van bewoners van de Nieuwe Keizersgracht.
Het monument werd op 26 mei 2013 onthuld door Carolien Gehrels, loco-burgemeester van Amsterdam. De plechtigheid werd ingeleid door Jacob Kohnstamm, bewoner van dit deel van de gracht.